# Volvo V70
El Volvo V70 es un automóvil de turismo del segmento D (primera y segunda generación) y del segmento E (tercera generación) producido por el fabricante sueco Volvo desde el año 1996 hasta 2016. Es un familiar de cinco puertas con cinco plazas, motor delantero transversal y tracción delantera o a las cuatro ruedas. Sus principales rivales son las versiones familiares de los Audi A4 y A6, BMW Serie 3 y 5, Mercedes-Benz Clase C y E y Saab 9-5.
Una variante con paragolpes de plástico oscuros, suspensión sobreelevada y accesorios de automóvil todoterreno fue introducida como un nivel de equipamiento llamado "Cross Country" ("XC"), y luego fue comercializado como un modelo distinto, el "XC70".
El V70 fue sustituido en 2010 por el V60 en primera y segunda generación y la tercera en 2016 por el Volvo V90.

## Primera generación (1996-2000)
La primera generación es una reestilización del Volvo 850.
Sus motores gasolina son un 2.0 litros de 126 CV, un 2.3 litros en versiones atmosférica o con turbocompresor, un 2.4 litros atmosférico de 140 o 170 CV y turbocomprimido de 190 CV, y un 2.5 litros en versiones atmosférica de 144 o 170 CV o con turbocompresor de 222 o 240 CV. El diésel es un 2.5 litros con turbocompresor .

## Segunda generación (2000-2007)
La segunda generación fue puesta a la venta a fines de 1999. Comparte su plataforma con el Volvo S80 y el frontal , desde el pilar B en adelante, es el mismo del Volvo S60. Tiene caja de cambios manual de cinco y seis velocidades o automática de cinco.
Todos los motores son de cinco cilindros en línea. Los de gasolina son un 2.0 litros con turbocompresor, un 2.4 litros atmosférico o turbocomprimido, y un 2.5 litros de 300 CV, mientras que el diésel es un 2.4 litros de 131 o 163 CV, ambos con turbocompresor, inyección directa common-rail e intercooler. A partir del 2005 se insertó GPS como extra.

## Tercera generación (2007-2016)
La tercera generación del V70 es equivalente a la segunda del S80, tanto en diseño como en componentes estructurales y mecánicos; su plataforma también se usa en los Ford S-Max, Land Rover Freelander y Ford Mondeo. Todos los motores del V70 son de cuatro válvulas por cilindro. Los gasolina son un cinco cilindros en línea de 2.5 litros con turbocompresor y 200 CV, un seis cilindros en línea de 3.0 litros con turbocompresor y 286 CV, y un seis cilindros en línea de 3.2 litros y 240 CV, y el diésel es un cinco cilindros en línea de 2.4 litros y 163 o 185 CV, ambos con turbocompresor de geometría variable, inyección directa common-rail e intercooler.
El XC70 2013 supone una mejora de las características clave del todoterreno, como por ejemplo, placas de protección para superficies de terreno muy irregulares. El protector negro debajo de la línea de cintura, alcanza ahora a rodear los faros antiniebla, confiriendo así una sensación de determinación y funcionalidad. Los pilotos traseros también han sido rediseñados.Al igual que con el V70, los asientos traseros pueden abatirse en tres secciones, 40/20/40. Plegando todos los asientos traseros se obtiene un aumento de la capacidad de carga de 575 litros a 1600 litros. Otro detalle central es el accionamiento del portón trasero.El asiento trasero puede integrar dobles asientos para niños – asientos reforzados para niños de tres años en adelante para que tengan un viaje cómodo y una altura de confortable durante el viaje.
En cuanto a motorizaciones Volvo pone a su disposición tres versiones diésel y una gasolina. Las diésel son los D4 (163CV), D4 AWD (163CV) y D5 AWD (215CV), todos disponibles con caja de cambios manual o automática.
También mejora en el consumo de combustible, incorpora Sensus Connected Touch, Adaptive Digital Display, Parabrisas con calefacción y IntelliSafe entre otros.
Este renovado XC70 al igual que la mayoría de toda su gama supone un lavado de cara para la marca sueca.